# Sasso delle None
Le Sasso delle None (littéralement « Pierre des Neuf ») en italien ou Neuner en allemand est un sommet des Alpes, à 2 968 m, dans les Dolomites, et en particulier dans le chaînon des Fanes, en Italie (Trentin-Haut-Adige).

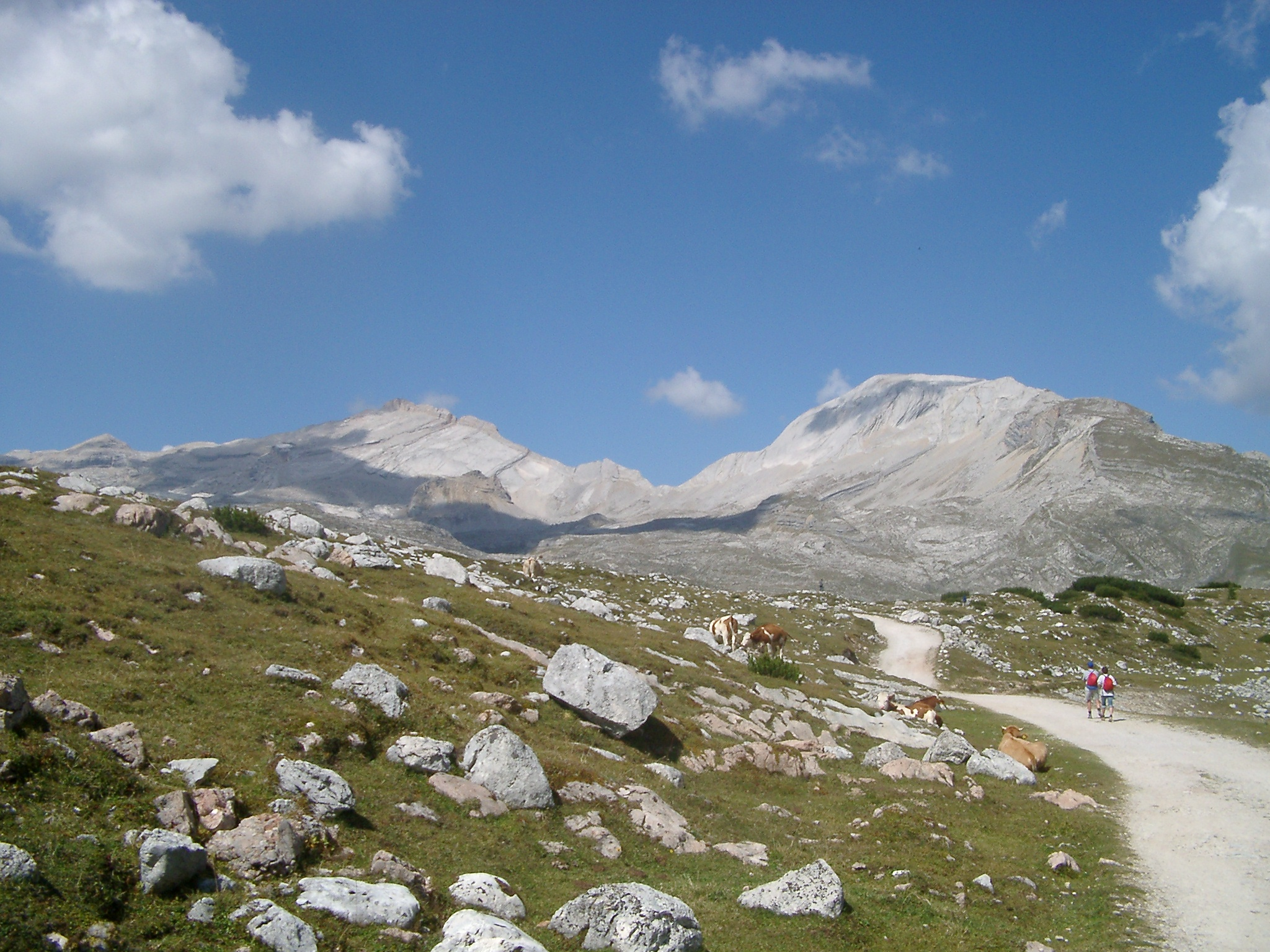
Le Sasso delle Dieci (gauche) et le Sasso delle None (droite) vus de l'est.

Il tient son nom, ainsi que son voisin, du fait qu'il indique naturellement, depuis La Valle, l'heure du jour sur le cadran solaire.